# Sigirino
Sigirino foi uma comuna da Suíça, no Cantão Tessino, com cerca de 450 habitantes. Estendia-se por uma área de 8,7 km², de densidade populacional de 52 hab/km². Confinava com as seguintes comunas: Alto Malcantone, Capriasca, Indemini, Mezzovico-Vira, Ponte Capriasca, Rivera, Torricella-Taverne, Vira.
A língua oficial nesta comuna era o Italiano.

## História
Em 21 de novembro de 2010, passou a formar parte da nova comuna de Monteceneri.